# Julian Pękala
Julian Pękala (1904 – 1977) è stato un vescovo vetero-cattolico polacco.
Tra il 1951 e il 1959 fu parroco nella parrocchia dello Spirito Santo di Varsavia e Superiore della Chiesa polacco-cattolica (fino al 1957 come presidente del collegio episcopale). Dal 23 marzo 1961 al 29 ottobre 1965 fu vescovo della diocesi di Breslavia. Tra il 1965 e il 1975 fu nuovamente Superiore.
Fu consacrato vescovo da Roman Maria Jakub Próchniewski, avendo come co-consacratori Bartlomiej Waclaw Maria Przysiecki (entrambi membri della Chiesa vetero-cattolica mariavita) e Adam Jurgielewicz (consacrato nella Chiesa vetero-cattolica polacca fondata da Wladislaw Faron, ma tornato in comunione con la Chiesa cattolica nazionale polacca).
Nel mese di ottobre 1965 il vescovo Pękala tenne un incontro nel suo appartamento a raccogliere il clero, che è stato deciso dalla carica del mirati Vescovo Primate della Chiesa Maksymilian Rode. Le autorità appoggiarono questa richiesta e ordinarono l'immediata deposizione dall'ufficio. Il 1º novembre 1965 il vescovo Maksymilian Rode rinunciò ufficialmente alla carica di Superiore della Chiesa polacco-cattolica.

## Genealogia episcopale
La genealogia episcopale è:
CHIESA CATTOLICA
- Cardinale Scipione Rebiba
- Cardinale Giulio Antonio Santori
- Cardinale Girolamo Bernerio, O.P.
- Arcivescovo Galeazzo Sanvitale
- Cardinale Ludovico Ludovisi
- Cardinale Luigi Caetani
- Vescovo Giovanni Battista Scanaroli
- Cardinale Antonio Barberini iuniore
- Arcivescovo Charles-Maurice le Tellier
- Vescovo Jacques Bénigne Bossuet
- Vescovo Jacques de Goyon de Matignon
- Vescovo Dominique Marie Varlet

CHIESA ROMANO-CATTOLICA OLANDESE DEL CLERO VETERO EPISCOPALE
- Arcivescovo Petrus Johannes Meindaerts
- Vescovo Johannes van Stiphout
- Arcivescovo Walter van Nieuwenhuisen
- Vescovo Adrian Jan Broekman
- Arcivescovo Jan van Rhijn
- Vescovo Gisbert van Jong
- Arcivescovo Willibrord van Os
- Vescovo Jan Bon
- Arcivescovo Johannes van Santen

CHIESA VETERO-CATTOLICA
- Arcivescovo Hermann Heykamp
- Vescovo Casparus Johannes van Rinkel
- Arcivescovo Gerardus Gul

CHIESA VETERO-CATTOLICA MARIAVITA
- Arcivescovo Jan Maria Michał Kowalski
- Vescovo Roman Maria Jakub Próchniewski

CHIESA POLACCO-CATTOLICA
- Vescovo Julian Pękala